# لورينزو دي ليفيو
لورينزو دي ليفيو (بالإيطالية: Lorenzo Di Livio)‏ (11 يناير 1997 بتورينو في إيطاليا - ) هو لاعب كرة قدم إيطالي في مركز الوسط. لعب مع نادي روما.

## وصلات خارجية
- لورينزو دي ليفيو على موقع قاعدة بيانات كرة القدم.إي يو (الإنجليزية)
- لورينزو دي ليفيو على موقع Soccerway.com (الإنجليزية)
- لورينزو دي ليفيو على موقع عالم كرة القدم.نت (الإنجليزية)
- لورينزو دي ليفيو على موقع AS.com (الإسبانية)